# Mikłaszowce
Mikłaszowce (biał. Міклашоўцы; ros. Миклашовцы) – wieś na Białorusi, w obwodzie grodzieńskim, w rejonie mostowskim, w sielsowiecie Dubno.
Dawniej wieś i folwark. W dwudziestoleciu międzywojennym leżały w Polsce, w województwie białostockim, w powiecie grodzieńskim, w gminie Dubno. W 1921 wieś zamieszkiwało 125 osób - 177 Białorusinów i 8 Polaków. 177 mieszkańców wyznawało prawosławie, a 8 rzymski katolicyzm. Folwark zamieszkiwało 10 osób - 6 Polaków i 4 Białorusinów. 6 mieszkańców wyznawało rzymski katolicyzm, a 4 prawosławie.